# NASAが制定したガンマ線天体の星座

フェルミガンマ線宇宙望遠鏡によって観測されたガンマ線を放出する天体の全天図

NASAが制定したガンマ線天体の星座（ナサがせいていしたガンマせんてんたいのせいざ、英: Fermi's Gamma-ray Constellations）においては、2018年10月18日にNASAとフェルミガンマ線宇宙望遠鏡の研究チームが制定したガンマ線を放出する天体を結んで作成された星座について記す。

## 概要
NASAとフェルミガンマ線宇宙望遠鏡の研究チームが、フェルミガンマ線宇宙望遠鏡を搭載した観測衛星の打ち上げ10周年と、 人間の肉眼で見える星の数に匹敵する3,000以上の天体を発見したことを記念して作成された星座であり、国際天文学連合が制定した88星座とは別物である。ガンマ線を放出する天体を結んで作成された星座で、21個の星座が制定された。
ガンマ線を放出する天体を結んで作成された星座であるため、肉眼及び通常の望遠鏡等で観測する事は困難である。ガンマ線の発生源である天体には、ブレーザーやパルサー、新星、超新星爆発の残骸、ガンマ線バースト、そしてフェルミバブルなどが挙げられる。内訳としては、ブレーザーが57%、パルサーが6%、超新星爆発残骸が4%、ブレーザーを除く活動銀河が1%、球状星団や高質量の天体、通常の銀河などその他の天体が合計して1%、そして不明が31%となっている。

## 一覧
NASAが制定したガンマ線天体の星座は21個存在する。
| 星座名 (和名)                  | 星座名 (英名)       | モチーフ                     | 出典   | 説明 |
| ------------------------------ | ------------------- | ---------------------------- | ------ | --- |
| ブラックウィドウスパイダー座   | Black Widow Spider  | クロゴケグモ                 | [ 18 ] | ガンマ線を生成する銀河系の多くの連星系を表している。 |
| フェルミバブル座               | Fermi Bubble        | フェルミバブル               | [ 19 ] | フェルミバブルが、2010年にフェルミガンマ線宇宙望遠鏡の観測により発見されたことから制定。 |
| コロッセオ座                   | Colosseum           | コロッセオ                   | [ 20 ] | フェルミへのイタリアの科学者の貢献を表している。 |
| エッフェル塔座                 | Eiffel Tower        | エッフェル塔                 | [ 21 ] | フェルミへのフランスの科学者の貢献を表している。 |
| アインシュタイン座             | Einstein            | アルベルト・アインシュタイン | [ 22 ] | アルベルト・アインシュタインが発見をした公式である「E=mc2」がガンマ線を検出するために用いられている事から制定。アインシュタインの宇宙科学への貢献を表している。                                                                |
| フェルミ衛星座                 | Fermi Satellite     | フェルミガンマ線宇宙望遠鏡   | [ 23 ] | 2008年に打ち上げられたNASAの人工衛星で、ガンマ線の空を詳細に観測した。 |
| ゴジラ座                       | Godzilla            | ゴジラ                       | [ 24 ] | 研究対象である高エネルギー天体周囲で発生している「ガンマ線バースト」現象が、ゴジラの放つ熱線と似ている事から制定された。 |
| ゴールデン・ゲート・ブリッジ座 | Golden Gate         | ゴールデン・ゲート・ブリッジ | [ 26 ] | フェルミへのカリフォルニアの科学者の貢献を表している。 |
| ハルク座                       | Hulk                | ハルク                       | [ 27 ] | ガンマ線を浴びた事によって緑色の体と怪力を手に入れた事から制定。 |
| 星の王子様座                   | The Little Prince   | 星の王子様                   | [ 28 ] | 太陽系の月や地球からもガンマ線が放出される事から制定。 |
| ミョルニル座                   | Mjolnir             | ミョルニル                   | [ 29 ] | 雷放つことができ、雷が「地球ガンマ線フラッシュ」と関連している事から制定。 |
| 富士山座                       | Mount Fuji          | 富士山                       | [ 30 ] | フェルミへの日本の科学者の貢献を表している。 |
| 城座                           | Castle              | ノイシュヴァンシュタイン城   | [ 31 ] | フェルミへのドイツの科学者の貢献を表している。 |
| オベリスク座                   | Obelisk             | オベリスク                   | [ 32 ] | 米国議会議事堂にあるオベリスクであるワシントン記念塔をモチーフに作成された星座。フェルミに関連するいくつかの機関があるワシントンDCとその周辺を表している。                                                                     |
| ファロス座                     | Pharos              | アレクサンドリアの大灯台     | [ 33 ] | 空で最も明るく安定したガンマ線源であるベラパルサーを含む。灯台からの閃光を見るのとほとんど同じ方法でパルサーを検出する事から制定。                                                                                             |
| 電波望遠鏡座                   | Radio Telescope     | 電波望遠鏡                   | [ 34 ] | オーストラリア国立望遠鏡機構、フランスのナンセ電波天文台、プエルトリコのアレシボ天文台、カリフォルニアのオーエンスバレー電波天文台など、フェルミのミッションを支援するために活動をしている全ての電波天文台を表している。       |
| サターンVロケット座            | Saturn V Rocket     | サターンVロケット            | [ 35 ] | ハンツビルとマーシャル宇宙飛行センター及び、フェルミのガンマ線バーストモニター (GBM)を担当するチームの貢献を表している。 |
| シュレーディンガーの猫座       | Schrödinger's Cat   | シュレーディンガーの猫       | [ 36 ] | 量子力学がフェルミガンマ線宇宙望遠鏡を含む、科学技術で広く使用されている事から制定。 |
| スターシップエンタープライズ座 | Starship Enterprise | エンタープライズ             | [ 37 ] | スターシップエンタープライズが物質と反物質の対消滅によって生成されるガンマ線によって動く事から制定。 |
| ターディス座                   | TARDIS              | ターディス                   | [ 38 ] | 高度な技術により内側の大きさが外側の大きさより大きくなっており、天文学者が既知の物理法則に逆らうメカニズムを探している事を表す。その内のローレンツ不変性の違反探す方法の一つとしてガンマ線が用いる方法があるため、制定された。 |
| ヴァーサ座                     | Vasa                | ヴァーサ                     | [ 39 ] | フェルミへのスウェーデンの科学者の貢献を表している。 |